# ريك باس
ريك باس (بالإنجليزية: Rick Bass)‏ (7 مارس 1958، فورت وورث في الولايات المتحدة)؛ كاتب وروائي أمريكي.

## الجوائز
- زمالة غوغنهايم